# دکتر هو: هزارتوهای زمان
دکتر هو: هزارتوهای زمان (انگلیسی: Doctor Who: The Mazes of Time) یک بازی ویدئویی ماجراجویی/پازل تک‌نفره برای سکو‌های آی‌اواس و اندروید می‌باشد که توسط تگ گیمز توسعه و بی‌بی‌سی جهانی نشر پیدا کرده است.